# Hymenolepis nana
Hymenolepis nana è un cestode che parassita l'uomo e i roditori (soprattutto ratti e topi), appartenente alla famiglia degli Hymenolepididae (Platyhelminthes; Cestoda).
La dimensione dei cestodi adulti varia tra i 1,5–4 cm. Le uova di H. nana sono ingerite da varie specie di artropodi (ospiti intermedi), inclusi coleotteri e pulci, nei quali si sviluppa il metacestode, detto cisticercoide, che rappresenta la forma infettante per gli ospiti definitivi. Nell'intestino tenue dell'uomo e dei roditori, dopo l'ingestione dell'ospite intermedio, il cisticercoide si sviluppa in cestode adulto che rilascia le proglottidi contenenti le uova.
Più frequentemente, le uova possono essere direttamente ingerite (e.g.; acqua o cibo contaminato) e le oncosfere (larve esacante), contenute all'interno delle uova, si liberano sviluppando in cisticercoide nei villi intestinali. Successivamente alla rottura dei villi, il cisticercoide ritorna nel lume intestinale, dove sviluppa ad adulto, nella porzione ileale del piccolo intestino, ed è in grado di produrre proglottidi gravide, contenenti uova infettanti. Un'ulteriore via di infezione è rappresentata dall'auto-infezione, dove le uova contenenti larve esacante, sono ingerite dallo stesso ospite che alberga la forma adulta. Nonostante la vita media del cestode adulto sia di sole 4-6 settimane, le autoinfezioni garantiscono che le forme adulte siano presenti negli ospiti per un tempo maggiore.